# Musée Jacquemart-André
Pour les articles homonymes, voir Jacquemart (homonymie).
Le musée Jacquemart-André est un musée de beaux-arts et d'arts décoratifs situé au 158, boulevard Haussmann, dans le 8e arrondissement de Paris. Propriété de l'Institut de France, il est géré par la société Culturespaces depuis 1996.

## Historique
Comme le musée Nissim-de-Camondo, la Wallace Collection, la Frick Collection ou le Museo Poldi Pezzoli, c'est à l'origine une demeure particulière de grands bourgeois, devenue un musée en préservant l'aménagement initial des lieux. Installé depuis 1864 avec sa collection à l'hôtel de Saint-Paul (3, rue Roquépine, Paris 8e), Édouard André commanda à l'architecte Henri Parent ce second hôtel particulier en 1868. Édouard André était un héritier de l'une des plus grandes fortunes du Second Empire, originaire du sud-est de la France (Nîmes), qui avait servi dans la garde personnelle de Napoléon III. Il avait acquis un terrain de 5 700 m2 pour la somme considérable de 1 520 000 francs. Les travaux, se déroulant de 1869 à 1875, mirent en place un hôtel dévolu aux fêtes et à la réception, équipé de toutes les commodités modernes, dans un décor théâtral.
En 1872, André, amateur d'art, avait racheté la Gazette des Beaux-Arts et pris la direction de l'Union centrale des arts décoratifs ; il conçut alors le projet de constituer une collection de tableaux, de sculptures, de tapisseries et d'objets d'art du XVIIIe siècle. En 1881 il épousa Nélie Jacquemart, une jeune artiste peintre qui s'associa aux projets de son mari. Ensemble, ils constituèrent méthodiquement leur collection, Nélie s'intéressant plus particulièrement à la peinture italienne, des primitifs des XIVe et XVe siècles à la Renaissance, correspondant à 124 œuvres sur les 137 tableaux italiens conservés à Paris. Parallèlement, ils aménagèrent leur demeure pour mettre en valeur le mieux possible leurs acquisitions.
En 1894, André mourut, laissant à Nélie l'achèvement du futur musée. Celle-ci prévoit en effet de léguer l'hôtel à l'Institut de France dans le souci de préserver l’intégrité de sa collection et de la faire découvrir au plus grand nombre, à condition qu'il fût ouvert au public et transformé en musée. À sa mort en 1912, Nélie Jacquemart légua l’ensemble de ce patrimoine (legs du 19 janvier 1912 réunissant la collection de l'hôtel et celle de l'abbaye de Chaalis) à l’Institut de France. Depuis 1913, date effective du legs, l’Institut de France et la Fondation Jacquemart-André s’efforcent de conserver, protéger et valoriser ce patrimoine, la disposition des lieux n'ayant pas été modifiée (mobilier conservé, « accrochage archéologique »).
Le 8 décembre 1913, il fut inauguré en grande pompe par le président de la République Raymond Poincaré.
En 1995, la gestion du musée fut confiée à la société Culturespaces, qui gère la mise en valeur des espaces et des collections, organise les expositions temporaires, l'accueil des visiteurs, la communication, et exploite le salon de thé et la boutique.
À partir de l'automne 2023, une année de travaux a permis de restaurer, notamment, la fresque de Tiepolo et les marbres et bronze de l'escalier.

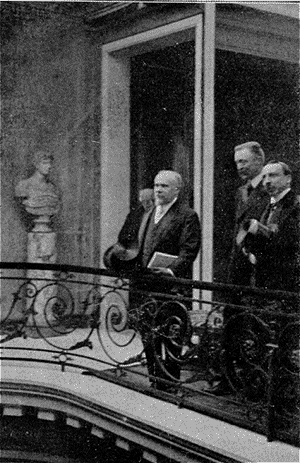
Inauguration du musée en décembre 1913. Le président Raymond Poincaré devant la fresque de Tiepolo. Derrière, Émile Bertaux et Léon Bérard.

### Conservateurs
Les conservateurs du musée Jacquemart-André :
- 1912 : Émile Bertaux
- 1917 : Pierre Clamorgan, par intérim
- 1919 : Pierre de Nolhac (élu à l’Académie française en 1922)
- 1937 : Lucien Simon (Académie des beaux-arts)
- 1943 : Robert Poughéon (Académie des beaux-arts)
- 1955 : Jean-Gabriel Domergue (Académie des beaux-arts)
- 1962 : Arnaud Doria (Académie des beaux-arts), par intérim
- 1963 : Julien Cain
- 1974 : René Huyghe (Académie française)
- 1993 : Nicolas Sainte Fare Garnot
- 2015 : Pierre Curie

## Hôtel particulier
Sur le boulevard une haute terrasse est édifiée sur un soubassement à refends seulement percé de deux portes cochères : celle de droite sert de porche couvert et conduit dans la cour d'honneur.
La façade sur le boulevard Haussmann, encadrée par deux pavillons, est rythmée de pilastres et comporte un avant-corps central arrondi, selon une disposition inspirée du Petit Trianon.
La cour est fermée par un mur en hémicycle rythmé de refends et d'arcatures aveugles, qui comporte en son centre une arche qui était percée pour permettre l'accès à un manège, une sellerie, des écuries pour 14 chevaux et une remise pour treize voitures. Des accès secondaires existaient par la rue de Courcelles et l'impasse Émery (englobée plus tard par le square de Messine, actuellement rue du Docteur Étienne Lancereaux).
Sur la cour d'honneur, la façade principale comporte un avant-corps percé de baies en plein cintre et orné de quatre colonnes ioniques. On y accède par un escalier flanqué de deux lions assis et de deux imposants lampadaires. Sur les côtés, la façade se développe sur deux niveaux percés d'ouvertures rectangulaires et surmontés d'une corniche et une balustrade sommée de vases en pierre.
Au milieu et au-dessus de l'avant-corps, il y a une très grande fenêtre d'atelier de peintre surmontée d'un fronton triangulaire.

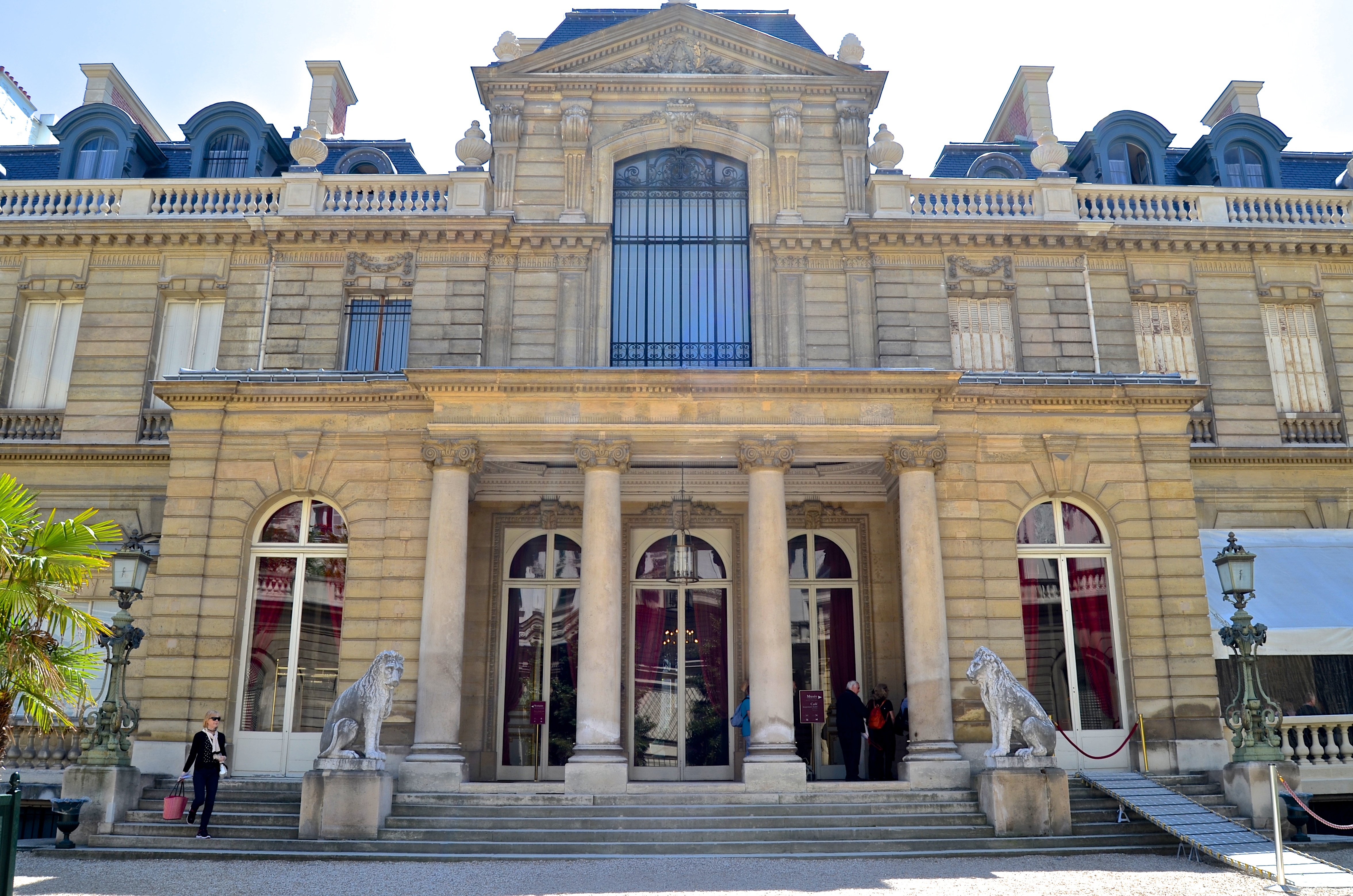
Façade sur cour.
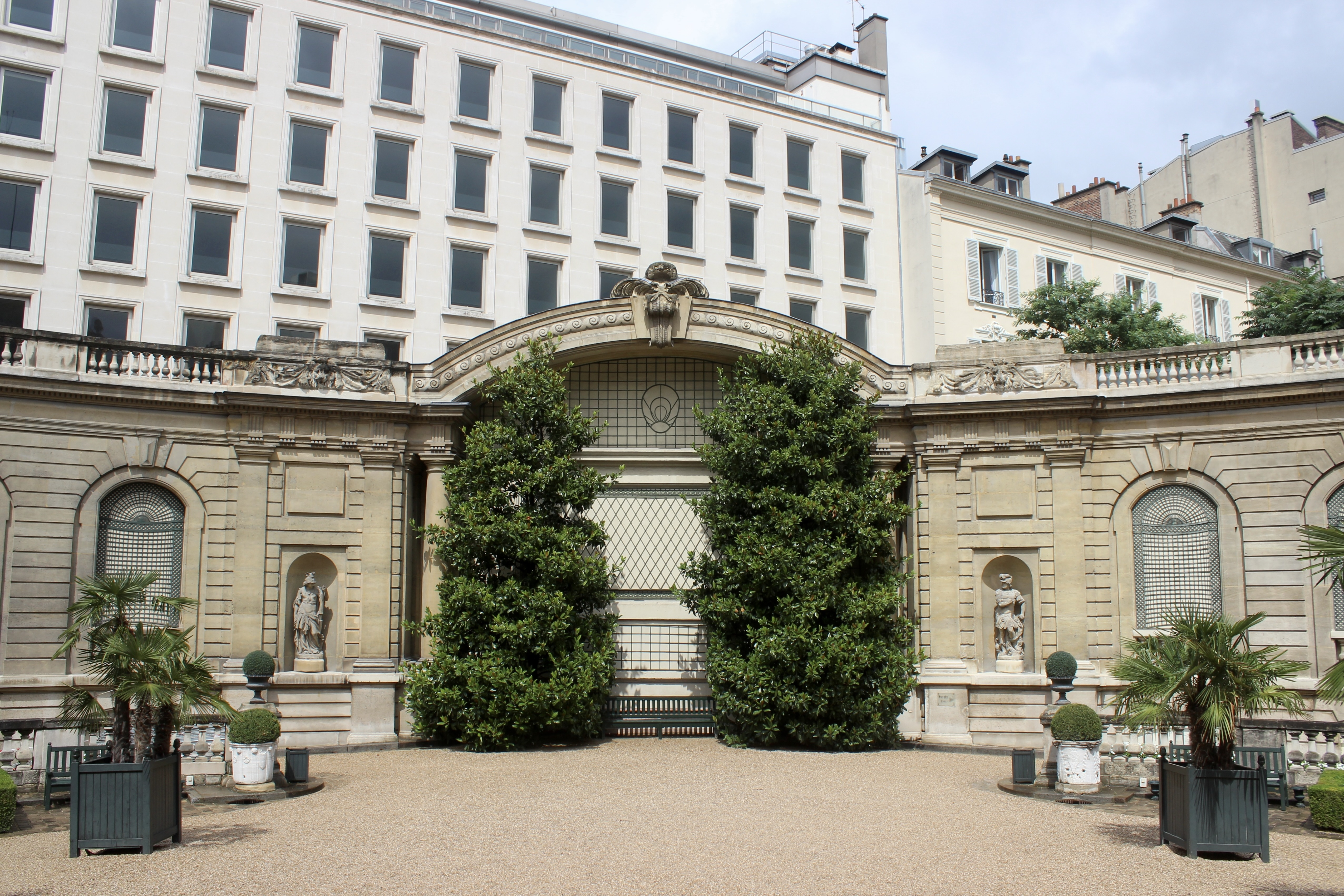
Cour intérieure.
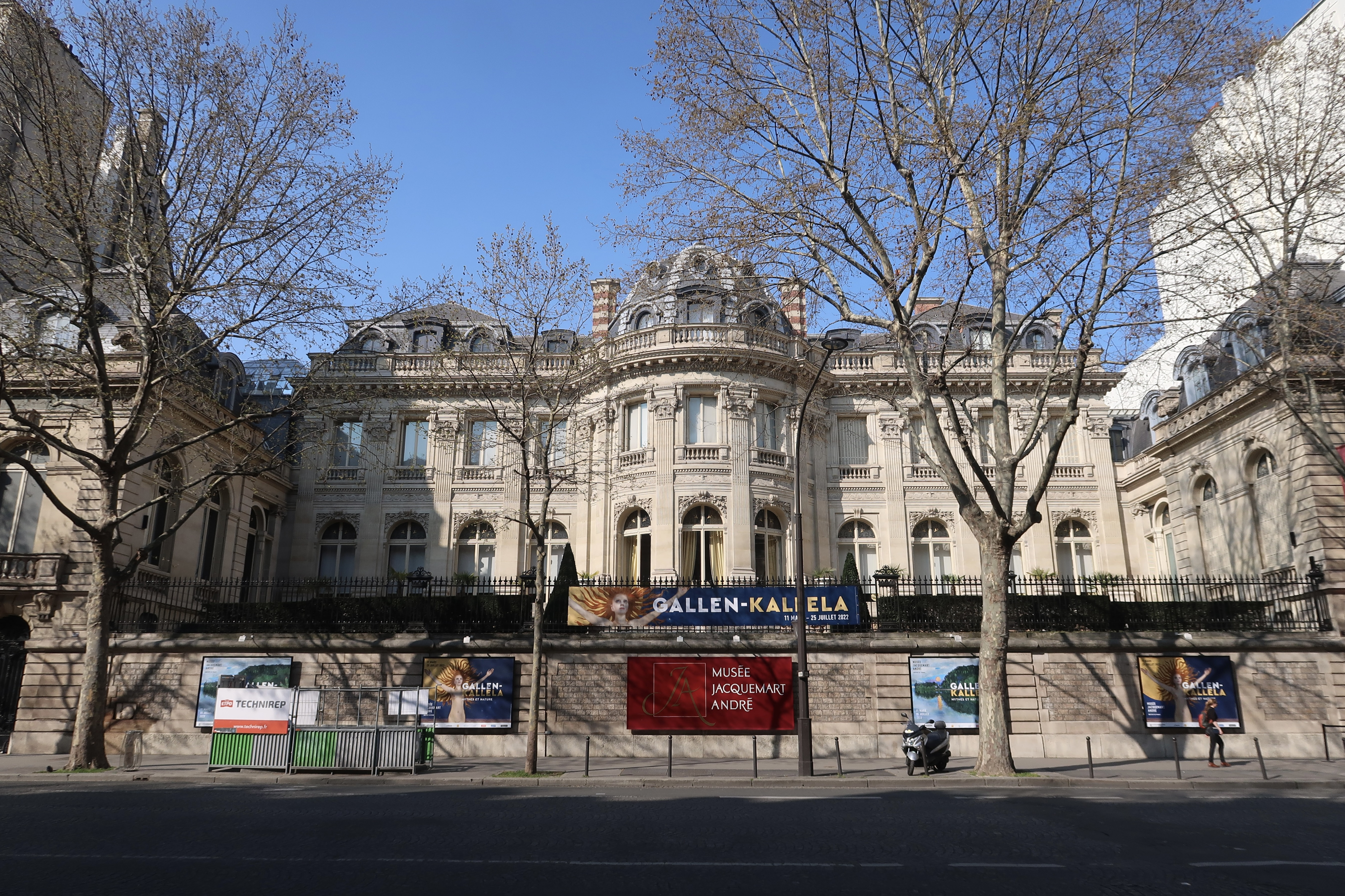
Façade sur le boulevard Haussmann.
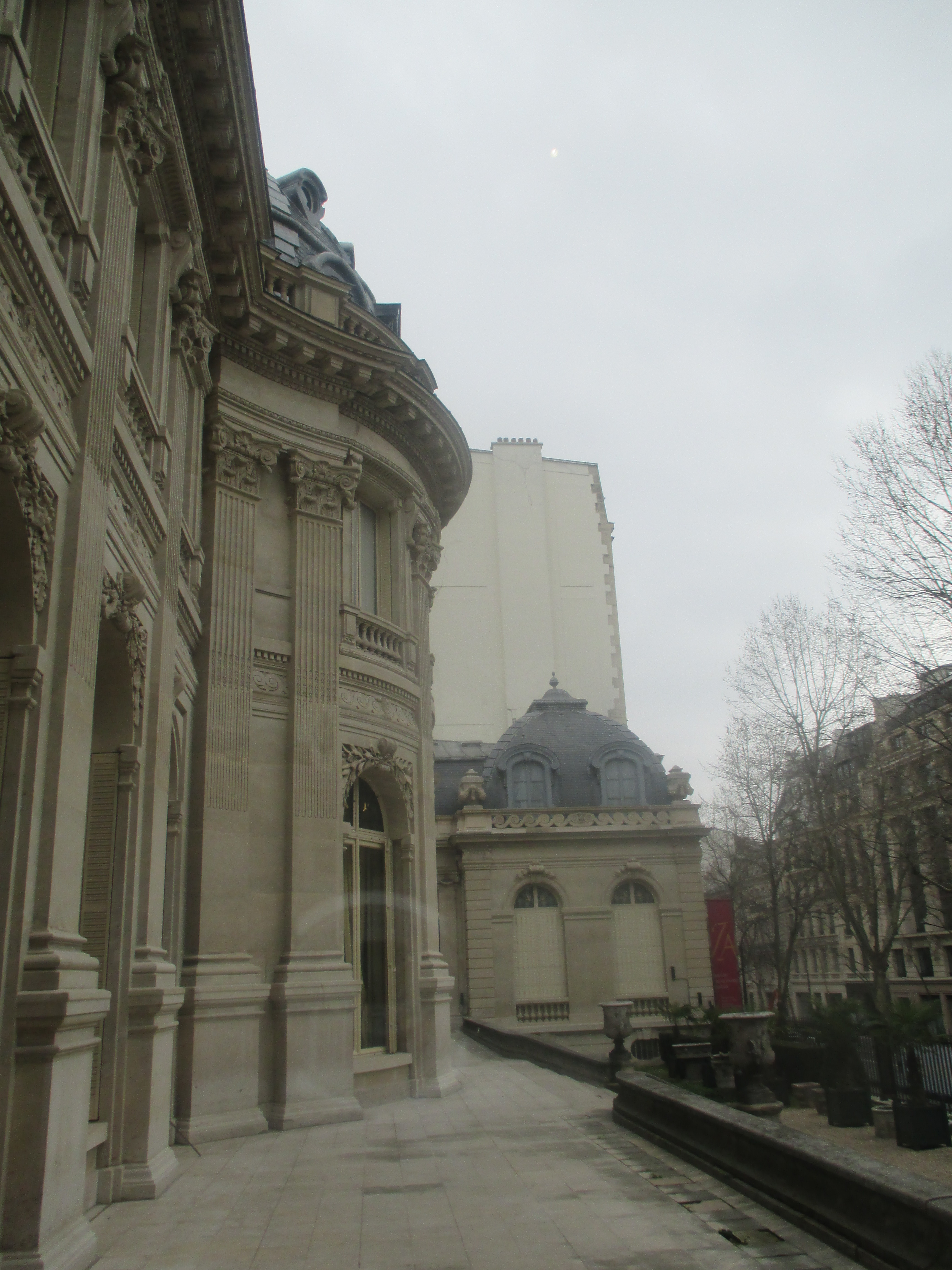
La terrasse.

## Salles
- Le Vestibule
- Le Salon des Peintures
- Le Grand Salon
- Le Salon des Tapisseries
- Le Cabinet de Travail
- Le Boudoir
- La Bibliothèque
- Le Salon de Musique
- Le Jardin d'Hiver et l'Escalier
- Le Fumoir
- La Fresque de Tiepolo
- La Galerie des Musiciens
- Le Musée italien : 
  - la Salle des Sculptures ;
  - la Salle florentine ;
  - la Salle vénitienne.
- La Chambre de Madame
- L'Antichambre et la Chambre de Monsieur
- La Salle à Manger (devenue le restaurant du musée)

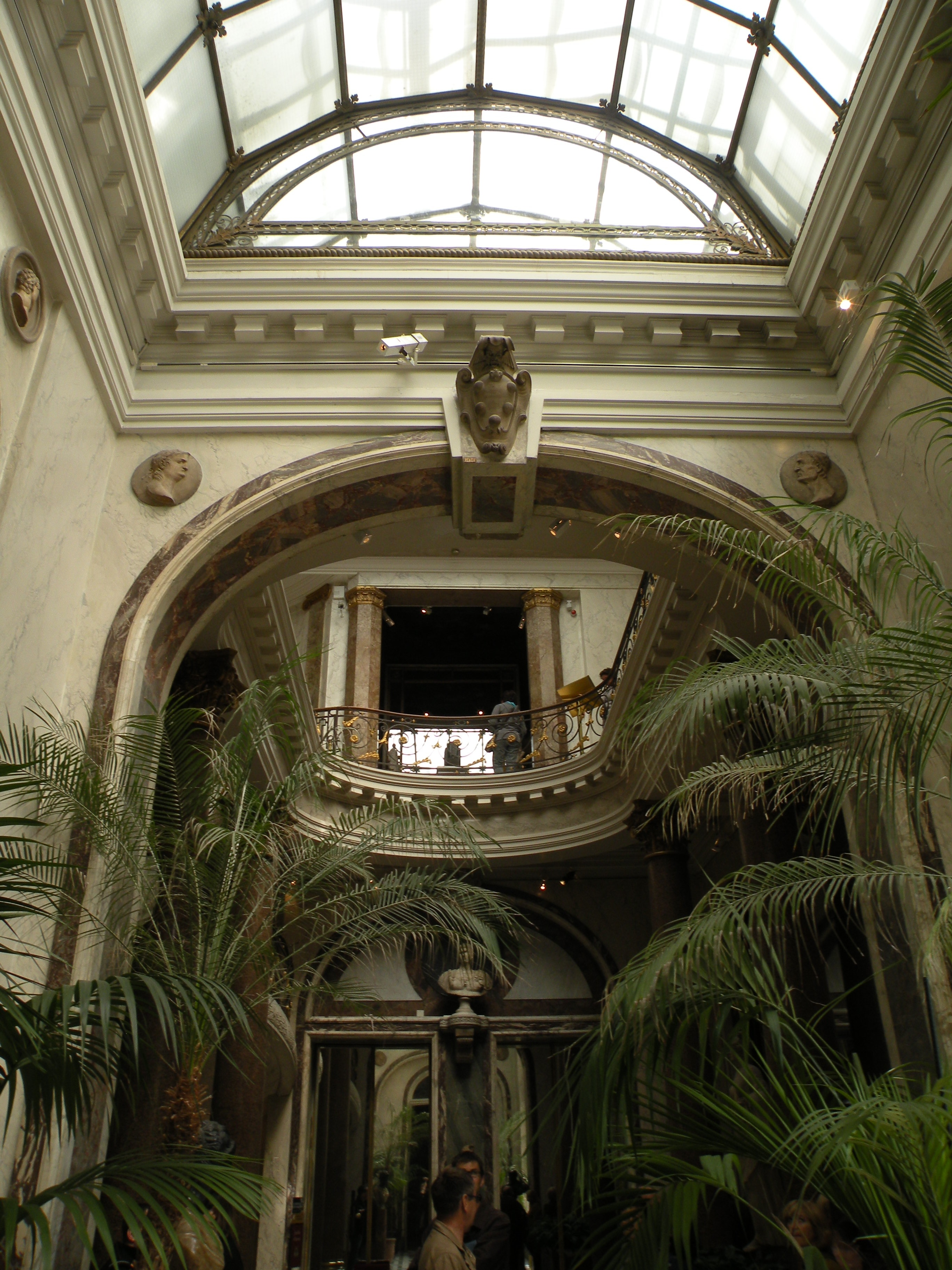
Jardin d'Hiver.
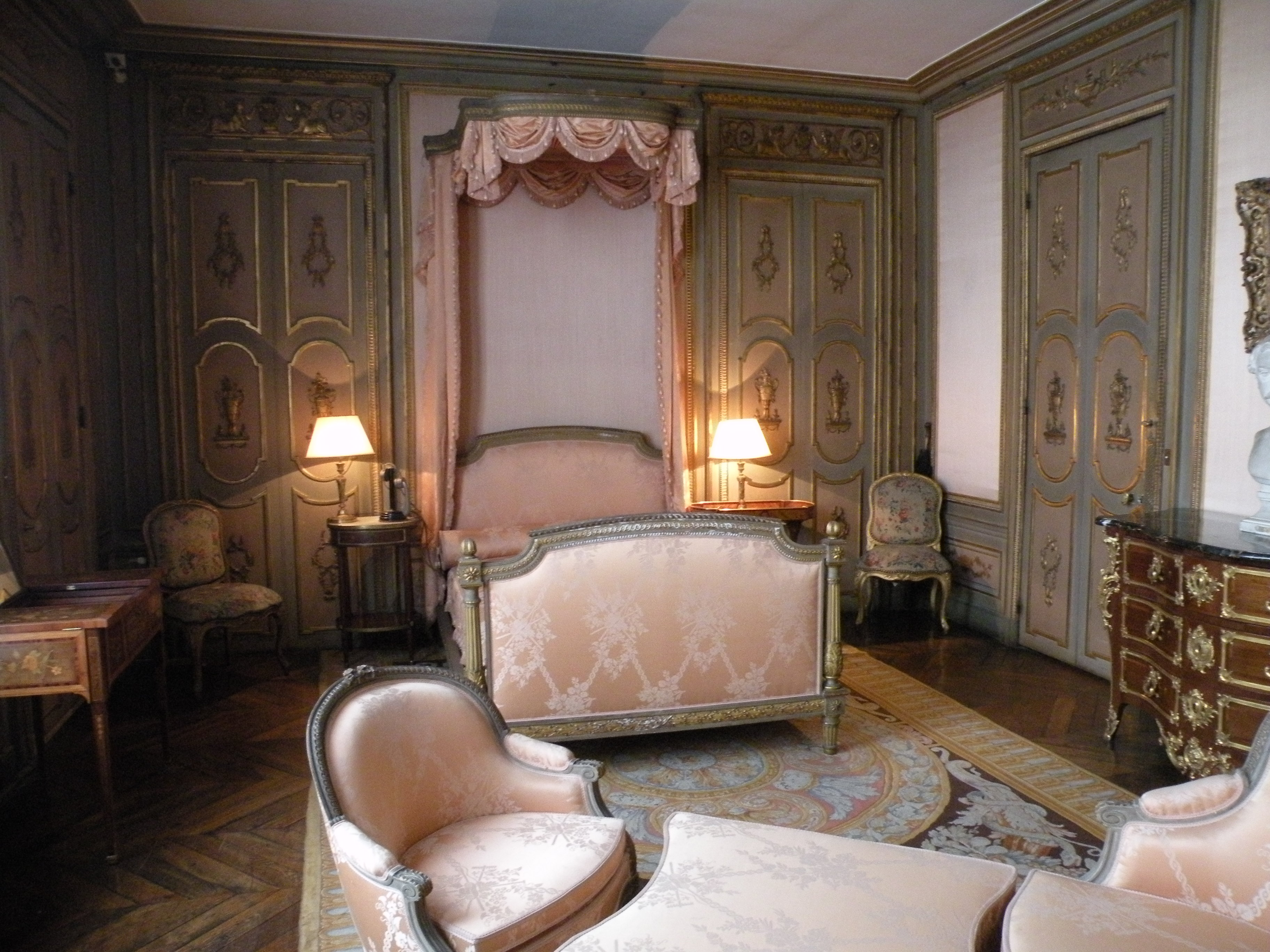
Chambre de Monsieur.
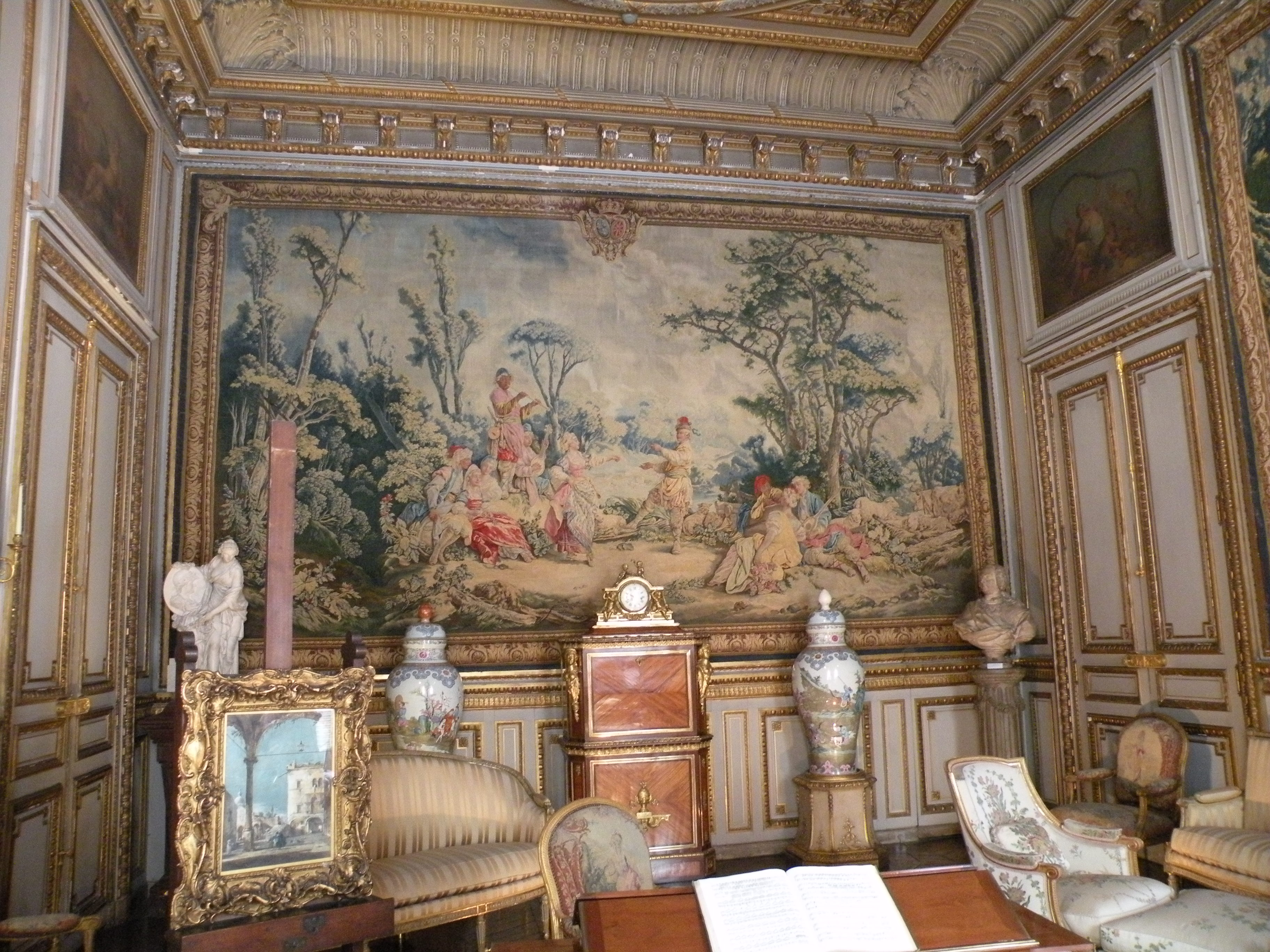
Salon des Tapisseries.
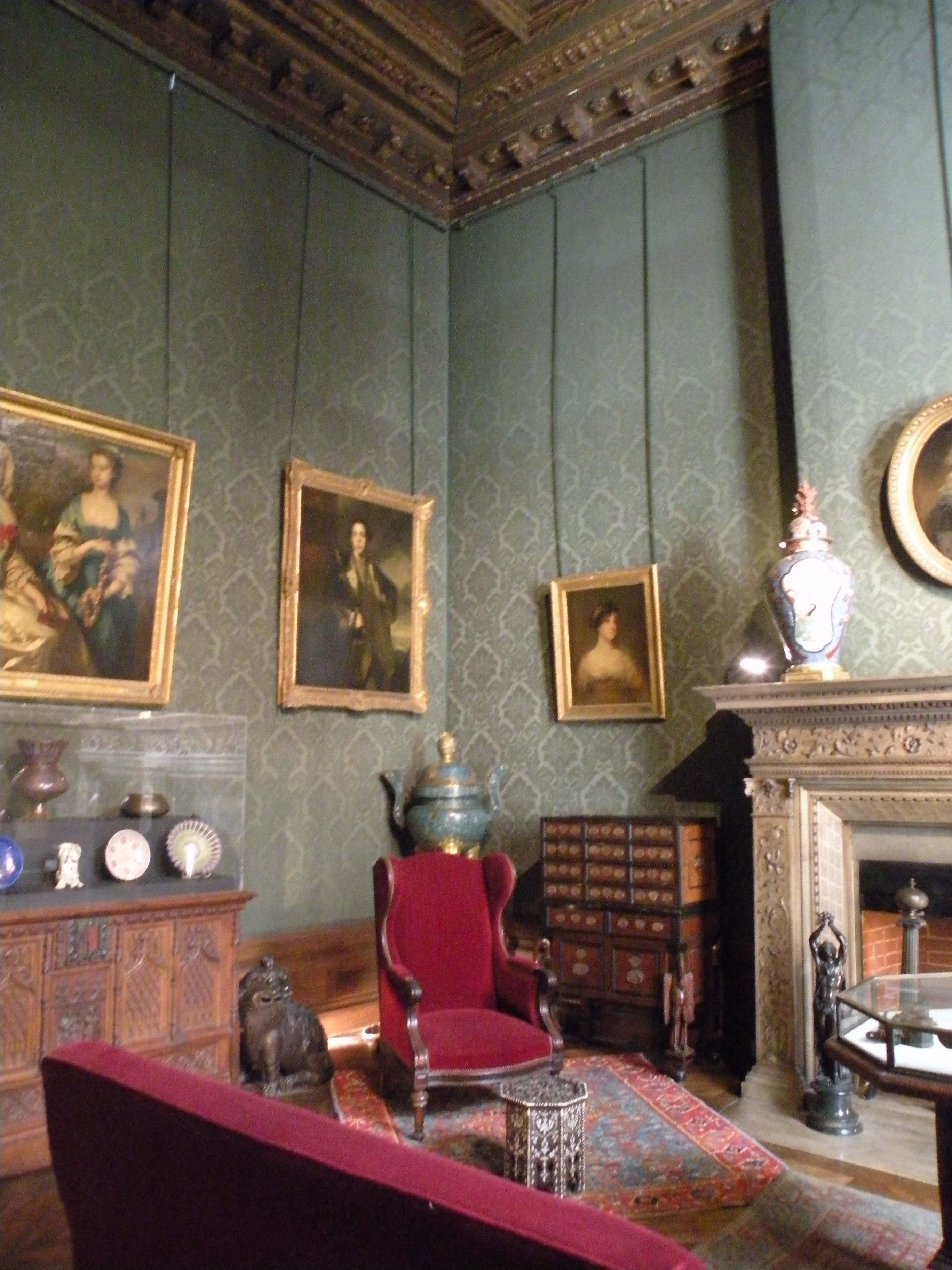
Le Fumoir.

## Collections

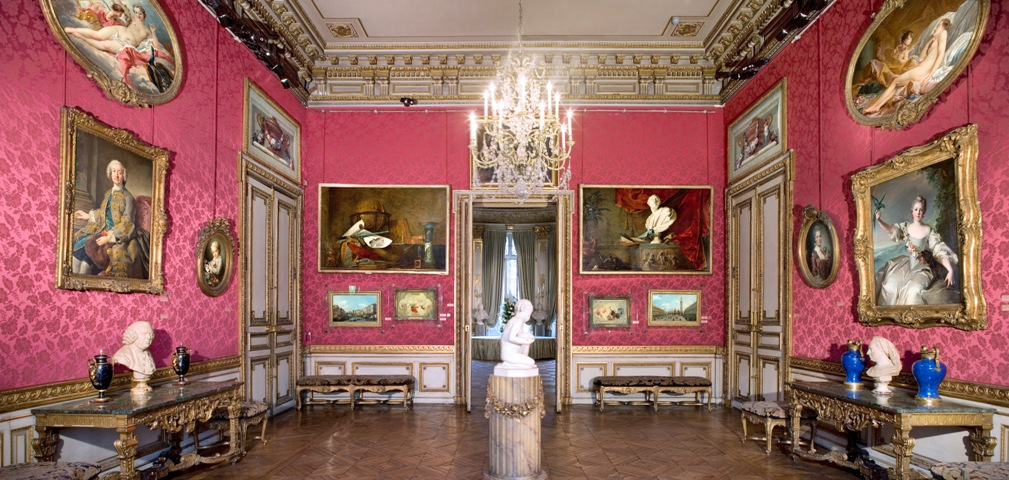
Le salon des peintures.

Les collections du musée se composent essentiellement de peintures italiennes et françaises, mais aussi hollandaises, flamandes et anglaises, de sculptures ainsi que de mobilier et d'objets d'art.
Liste sélective :
- Giovanni Bellini : Vierge à l'Enfant sur un trône
- Sandro Botticelli : Vierge à l'Enfant
- Francesco Botticini
- François Boucher :
  - Vénus se parant des attributs de Junon
  - Le Sommeil de Vénus
- Canaletto :
  - La Place Saint-Marc
  - Le Pont du Rialto
- Vittore Carpaccio : L'Ambassade qu'Hippolyte, la reine des Amazones envoie à Thésée, roi d'Athènes
- Jean Siméon Chardin :
  - Les Attributs de l'art
  - L'Allégorie de la science
- Cima da Conegliano : Vierge à l'Enfant
- Carlo Crivelli : deux prédelles
- Jacques-Louis David : Portrait du comte Antoine Français de Nantes, conseiller d'État
- Donatello : Martyre de saint Sébastien
- François-Hubert Drouais : Jeune Garçon jouant avec un chat
- Antoine van Dyck :
  - Portrait d'homme
  - Le Temps coupe les ailes de l'Amour
- Jean-Honoré Fragonard : 
  - Les Débuts du modèle
  - Tête de vieillard
- Frans Hals : Portrait d'homme
- Jean-Antoine Houdon
- Francesco Laurana
- Thomas Lawrence : Portrait du comte de Buckingham
- Andrea Mantegna :
  - Ecce homo
  - La Vierge à l'Enfant entre saint Jérôme et saint Louis de Toulouse
  - Vierge à l'Enfant avec trois saints
- Quentin Metsys : Portrait d'un vieillard
- Jean-Marc Nattier : Portrait de Françoise-Renée de Canisy, marquise d'Antin

- Le Pérugin : Vierge à l'Enfant
- Rembrandt : 
  - Les Pèlerins d'Emmaüs
  - Portrait du docteur Tholinx
  - Portrait d’Amalia Van Solms

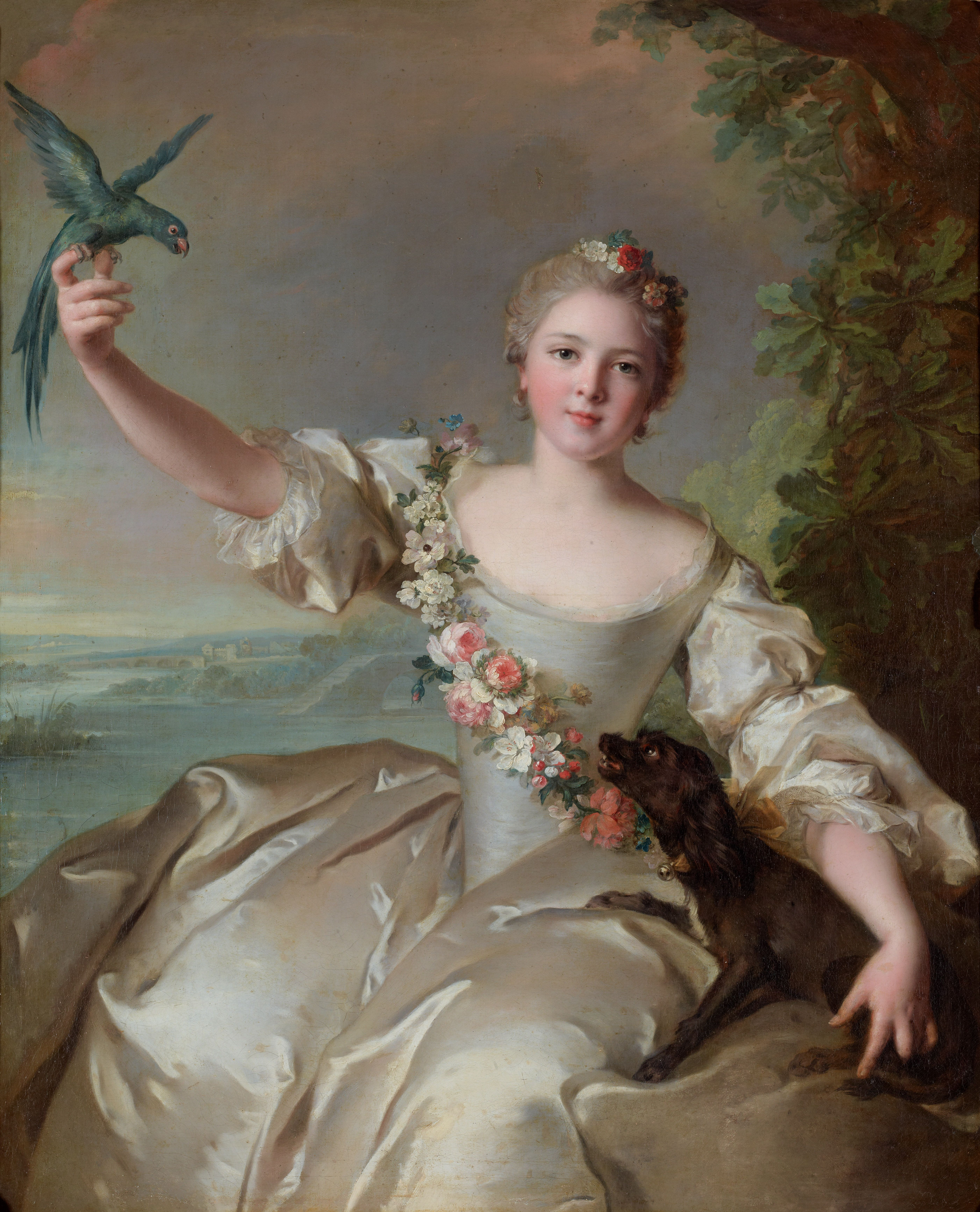
Portrait de Françoise-Renée de Canisy, marquise d'Antin par Jean-Marc Nattier (exposé au Salon de 1738).

- Joshua Reynolds : Portrait du capitaine Torryn
- Andrea della Robbia
- Hubert Robert : Galeries en ruines
- Jacob van Ruisdael : Paysage des environs de Haarlem
- Luca Signorelli : Vierge à l'Enfant, saint Jean-Baptiste et saint Jérôme
- Giambattista Tiepolo :
  - L'Allégorie de la Justice et de la Paix
  - Henri III reçu à la villa Contarini
- Paolo Uccello : Saint Georges terrassant le dragon

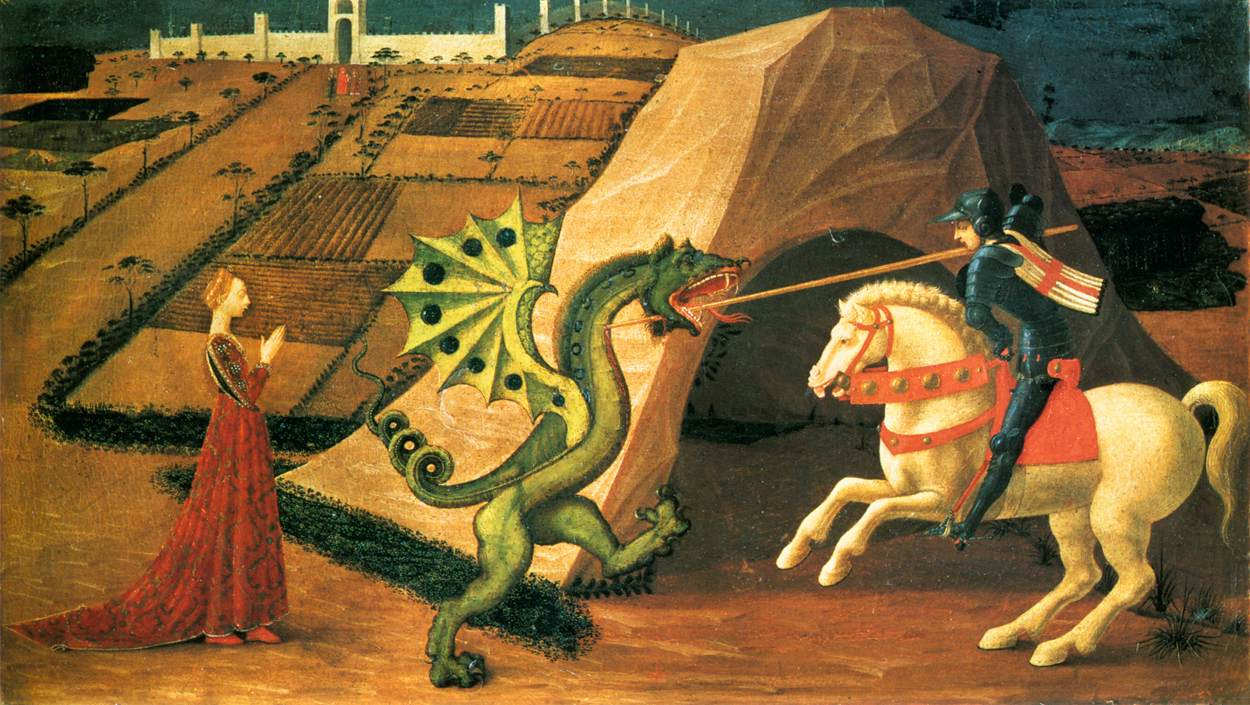
Saint Georges terrassant le dragon, 1439-1440.

- Élisabeth Vigée Le Brun : Portrait de la comtesse Catherine Skavronskaia
- Livre d'heures de Jean de Boucicaut

## Expositions récentes
- Fragonard, les plaisirs d'un siècle 3 octobre 2007 - 13 janvier 2008
- Art d'Afrique et d'Océanie 19 mars - 24 août 2008
- Van Dyck, 8 octobre 2008 - 25 janvier 2009
- Les primitifs italiens. La collection d'Altenbourg, 11 mars - 21 juin 2009
- Brueghel, Memling, Van Eyck. La collection Brukenthal, 11 septembre 2009 - 11 janvier 2010
- Du Greco à Dalí. Les grands maîtres espagnols de la collection Perez Simón, 12 mars - 1er août 2010
- Rubens, Poussin et les peintres du XVIIe siècle, 24 septembre 2010 - 24 janvier 2011
- Dans l'intimité des frères Caillebotte, 25 mars - 11 juillet 2011
- Fra Angelico et les Maîtres de la lumière, 25 septembre 2011 - 16 janvier 2012
- Le Crépuscule des Pharaons, Chefs-d'œuvre des dernières dynasties égyptiennes, 23 mars - 23 juillet 2012
- Canaletto - Guardi, Les grands maîtres vénitiens, 14 septembre 2012 - 21 janvier 2013
- Eugène Boudin, 22 mars - 22 juillet 2013
- Désirs et volupté à l'époque victorienne. Alma-Tadema, Leighton, Burne-Jones, 13 septembre 2013 - 20 janvier 2014
- Rembrandt intime , 16 septembre 2016 - 23 janvier 2017 [5]
- Mary Cassatt : Une impressionniste américaine à Paris, du 9 mars au 23 juillet 2018
- Caravage à Rome. Amis et ennemis, 21 septembre 2018 - 28 janvier 2019[6]
- Hammershøi Le Maître de la peinture danoise, du 14 mars au 22 juillet 2019[7]
- La collection Alana, Chefs-d'œuvre de la peinture italienne, du 13 septembre 2019 au 20 janvier 2020
- Turner, peintures et aquarelles, du 26 mai 2020 au 11 janvier 2021[8]
- Botticelli, artiste et designer, du 10 septembre 2021 au 24 janvier 2022[9]
- Gallen-Kallela, mythes et nature, du 11 mars au 25 juillet 2022[10]
- Füssli, entre rêve et fantastique, du 16 septembre 2022 au 23 janvier 2023[11]
- Giovanni Bellini, Influences croisées, du 3 mars au 17 juillet 2023[12]
- Chefs-d’œuvre de la galerie Borghèse, du 6 septembre 2024 au 9 février 2025[13].

## Tournages de cinéma
- La fin du film La Traversée de Paris (1956), se déroule dans le musée Jacquemart-André
- Certaines séquences du film Gigi (de Vincente Minnelli, 1958) ont été tournées au musée Jacquemart-André.
- Certaines séquences du film La Porteuse de pain (1963) ont été tournées au musée Jacquemart-André.
- La scène de recueillement devant le cercueil ouvert de Fedora dans Fedora (1978) de Billy Wilder a été tournée en intérieur dans le jardin d'hiver et en extérieur dans la cour d'honneur du musée.
- Le banquet final du film de Kevin Reynolds, La Vengeance de Monte-Cristo, se déroule dans une maquette du salon de musique et de l'escalier d'honneur du jardin d'hiver avec sa fresque de Tiepolo.